# Robert Vișoiu

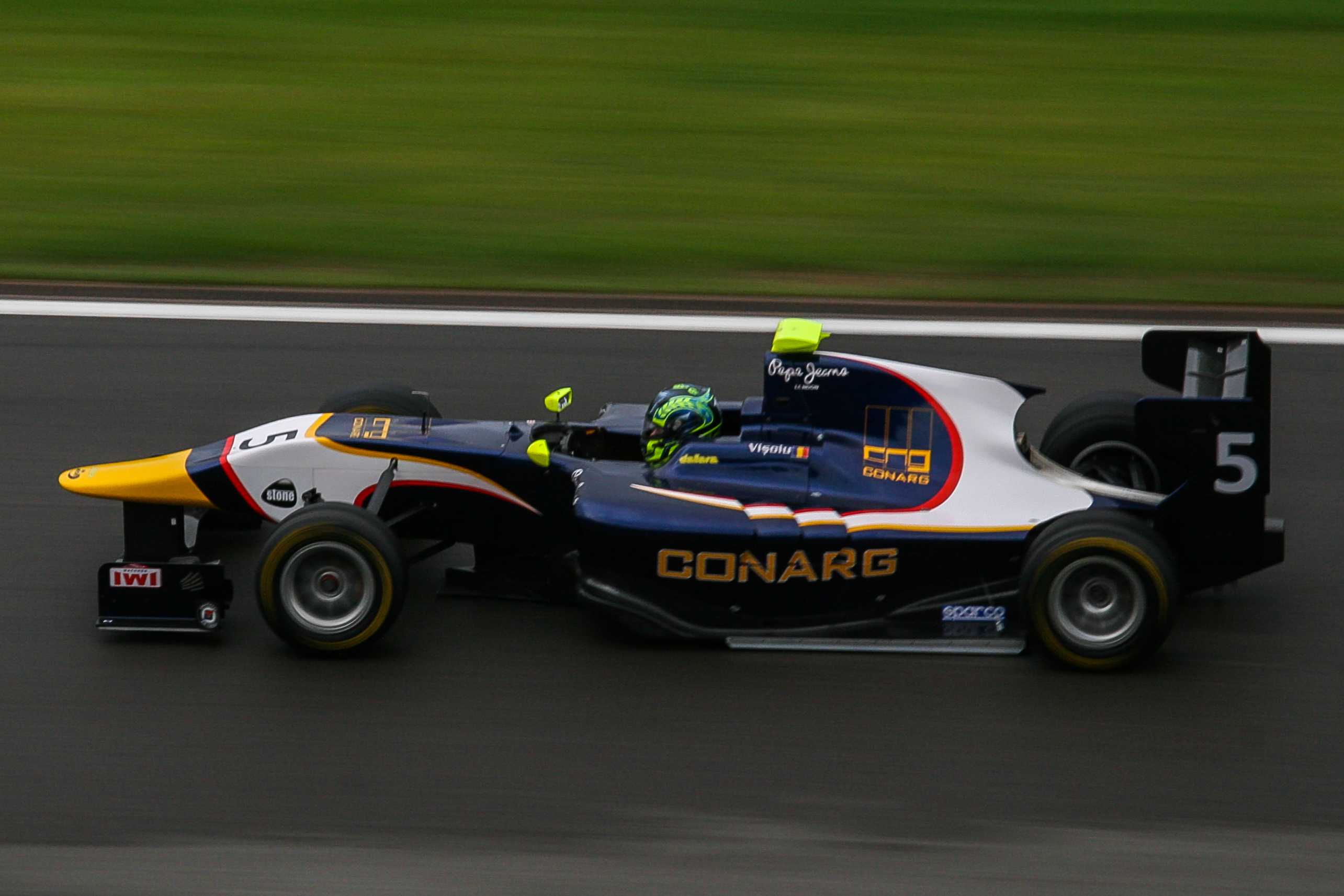

Robert Vișoiu (născut la data de 10 februarie 1996, în Pitești) este un fost pilot de curse român care a concurat în Formula 2.

## Cariera în Motor Sport
| Sezon | Competiție | Echipa            | Puncte | Loc clasament general |
| ----- | ---------- | ----------------- | ------ | --------------------- |
| 2012  | GP3 Series | Jenzer Motorsport | 24     | 14                    |

1. ↑  „Robert Vișoiu, locul 12 în Formula 2. Primul clasat a pierdut victoria după ce a fost penalizat cu zece secunde”. www.digisport.ro. Accesat în 27 aprilie 2024.